# Ljubo Bešlić
Ljubo Bešlić (Mostar, 27. srpnja 1958. – Zagreb, 3. rujna 2021.), bio je hrvatski bosanskohercegovački političar, bivši gradonačelnik Mostara.

## Životopis
Rođen je 27. srpnja 1958. godine u Mostaru. Osnovnu i srednju školu završio je u Mostaru, zatim 1982. završava Strojarski fakultet na univerzitetu "Džemal Bijedić" u Mostaru. Zatim radi kao profesor u srednjoj Strojarskoj školi u Mostaru, a potom u grafičkom poduzeću "Rade Bitanga" - Mostar i to kao rukovoditelj službe održavanja. Aktivno se bavio rukometom (1972. – 1990.) i to u Rukometnom klubu "Velež".
Od 1992. do 1995. aktivno sudjeluje u Domovinskom ratu kao pripadnik HVO-a. Godine 1996. odlazi na školovanje u NATO u Bruxelles za provođenje redukcije naoružanja. Potom postaje član radne skupine koja je radila na ustroju Ministarstva obrane Federacije Bosne i Hercegovine. Nakon ustroja ministarstva nastavio je raditi u istom u Sarajevu na mjestu načelnika Tehničkog odjela u Sektoru logistike.
Ljubo Bešlić postao je dogradonačelnikom Grada Mostara početkom 2003. godine, a gradonačelnikom Grada postaje sredinom prosinca 2004. godine. Od 2006. do sredine 2009. obnaša dužnost predsjednika Udruženja općina i gradova Federacije Bosne i Hercegovine.
Na drugi mandat gradonačelnika Mostara Ljubo Bešlić je izabran 18. prosinca 2009. godine. Prvi je gradonačelnik ujedinjenog Mostara nakon rata; za vrijeme njegovog prvog mandata Stari most je ušao na UNESCO-ov popis svjetske kulturne baštine. Stari most je prvi spomenik iz Bosne i Hercegovine koji je ušao na taj popis. 
Bio je aktivni član Vijeća Europe od 2004. godine. Bio je oženjen i otac troje djece.